# 阿莱达·马奇

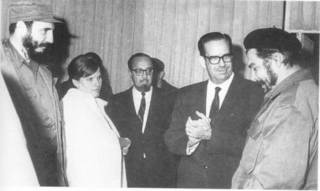
1965年抵达机场

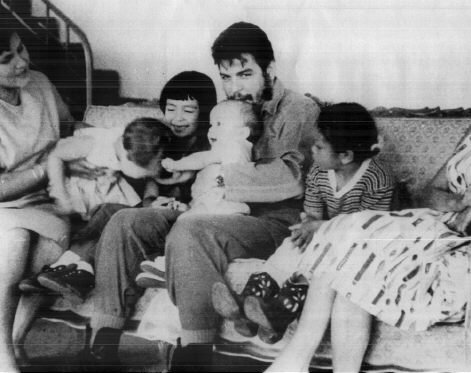
阿莱达与切、继女和孩子们

阿莱达·马奇·托雷斯（西班牙語：Aleida March Torres，1936年10月19日—），古巴革命武装力量成员，切·格瓦拉第二任妻子。

## 生平
1958年12月，马奇积极参与切·格瓦拉领导的圣克拉拉战役，彻底击败富尔亨西奥·巴蒂斯塔政权的部队。
据记载，格瓦拉与伊尔达·加德亚在1959年3月2日离婚，并于1959年6月2日与阿莱达·马奇举行婚礼，其中民事仪式在圣查尔斯军事堡垒举行。6月2日的婚礼过后，格瓦拉和阿莱达奔赴距哈瓦那20公里的海滨度假小镇塔拉拉度蜜月。婚后他们育有兩子兩女，阿莱达、卡米洛、西莉亚和埃内斯托。
格瓦拉去世后，马奇创作了《回想录》，记载她和格瓦拉相爱、以及格瓦拉去世后养育四个孩子的经历。2012年，她又创作回忆录《铭记切：我与切·格瓦拉的生活》。
在2005年传记片《切·格瓦拉》中，马奇由保拉·加尔塞斯扮演。在2008年传记片《切·格瓦拉》中，马奇由卡塔琳娜·桑地诺·莫雷诺扮演。